# Pavol Gábor
Pavol Gábor (* 1. prosince 1932, Varín, Československo – 28. srpna 2003, Bratislava, Slovensko) byl slovenský operní pěvec-tenorista.
Od 1. ledna 1960 do 31. prosince 1995 byl členem Slovenského národního divadla v Bratislavě. Vynikl hlavně jako představitel komických a tragikomických rolí. Uplatnil se i v operetě (1967 – 1968 zpíval v hamburské operetě), jako interpret lidových písní a tanečník. Vystupoval v mnoha evropských zemích, ve USA a v Kanadě.